# Gracilinanus microtarsus
Бразилски грацилни опосум (Gracilinanus microtarsus) је врста сисара из породице опосума (Didelphidae) и истоименог реда (Didelphimorphia).

## Распрострањење
Врста је присутна у Бразилу и (непотврђено) Аргентини.

## Станиште
Станиште врсте су шуме.

## Угроженост
Ова врста није угрожена, и наведена је као последња брига јер има широко распрострањење.